# Attelle
Ne doit pas être confondu avec Atèle.

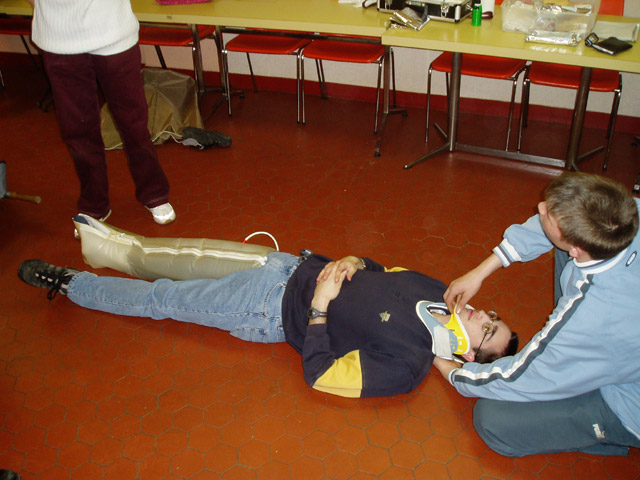
Simulation d'accident ; cobaye sur lequel on a posé une attelle de membre inférieur gonflable et un collier cervical, l'immobilisation des cervicales étant complétée par un maintien de la tête occipito-mentonnier

Une attelle est un dispositif de contention destiné à immobiliser un membre ou une articulation. Les attelles sont utilisées principalement en cas d'atteinte ou de suspicion d'atteinte traumatique (choc, coup, chute, faux mouvement). Elles sont également prescrites après le diagnostic médical, notamment dans les cas de rhumatisme pour mettre au repos l'articulation, de tendinite, de fracture, de sutures tendineuses ou de flexum pour gagner une plus grande amplitude articulaire. Les indications du port d'une attelle peuvent être très diverses.
Dans certaines situations, il peut être utile d'employer également une écharpe pour soutenir le poids du membre supérieur.
Il s'agit de contention provisoire (comme toute contention externe à quelques jours près) pour le transport de la victime vers la structure de soins, mais il peut également s'agir d'une contention intermittente prescrite par un médecin (par exemple, une attelle cruro-pédieuse pourrait être portée pour contenir un genou, privé d'appareil extenseur compétent, lors de la station debout, et être enlevée la nuit/ une attelle Kleinert se portent au moins trois semaines et demie jour et nuit… ). 
Les attelles sont de différentes tailles et formes suivant le membre à immobiliser (avant-bras, bras, jambe,…) et suivant la morphologie (notamment l'âge) de la victime. Elles peuvent être semi-rigides, statiques et dynamiques.
L'ancien mot pour « attelle » était « éclisse », on parlait d'« éclisser un membre ».
Remarque : attelle est aussi le nom désignant une partie généralement métallique du collier d'un cheval, sur laquelle sont fixés les passages de rênes et la matelassure.

### Membre inférieur

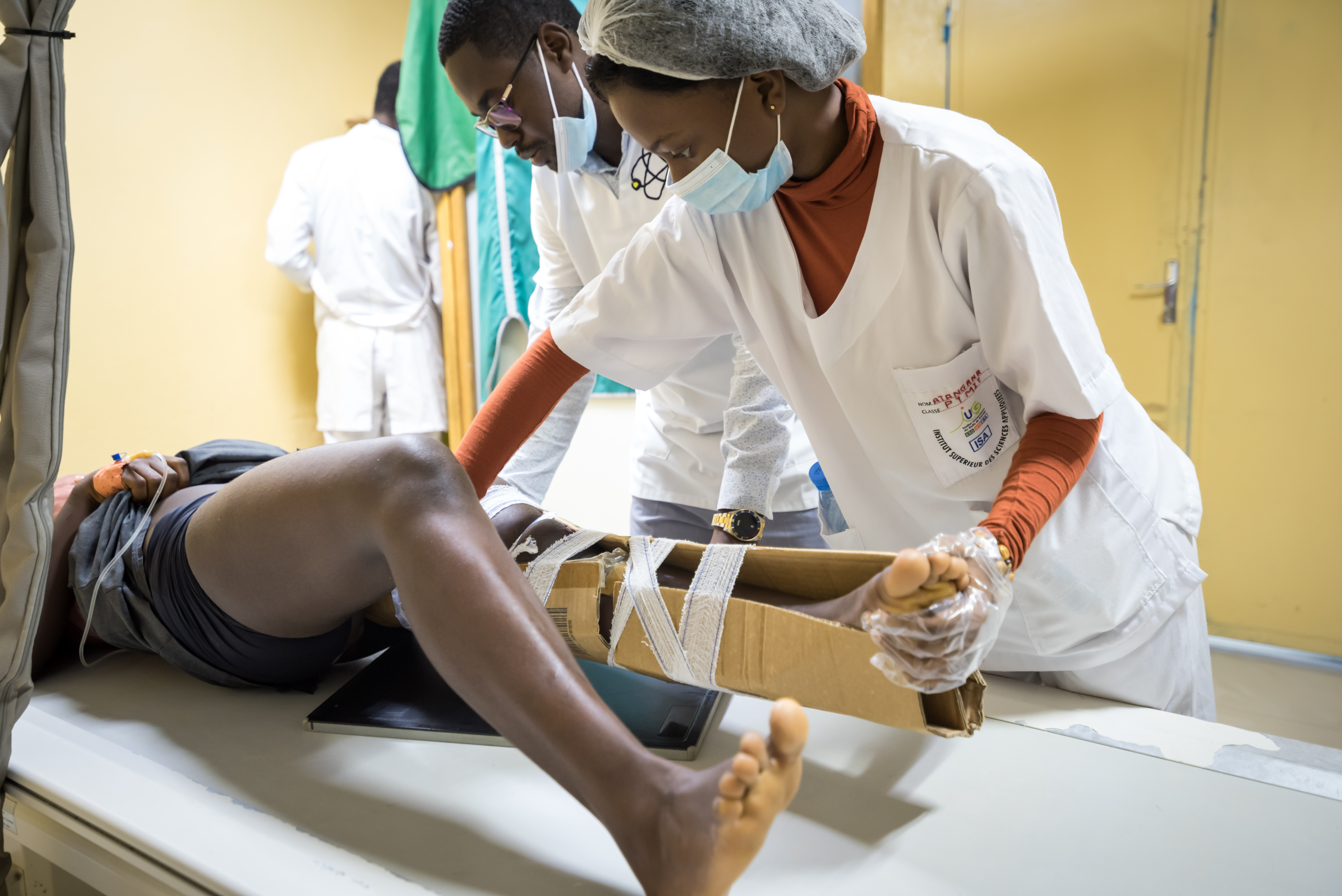
Attelle provisoire en carton pendant la radiographie.

### Membre supérieur

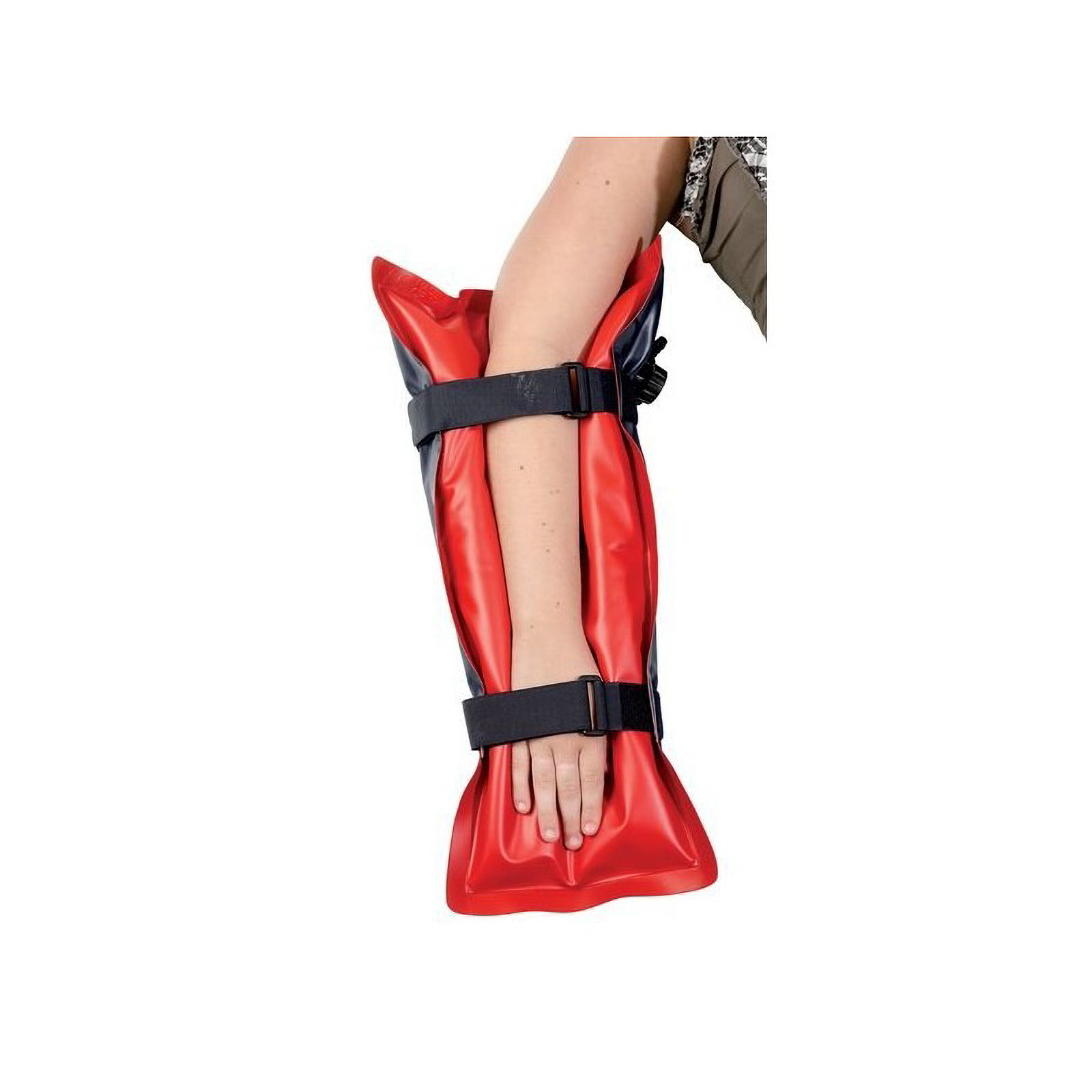
Attelle à dépression posée sur un membre supérieur.

## Selon le segment contenu

### Attelle d'un doigt
Pour réaliser une attelle d'un doigt vivant un traumatisme, on « colle » ce doigt à un autre. Une barre de carton entre les deux doigts avec quelques morceaux de sparadrap peuvent suffire.

## Les différentes attelles

### Écharpes
Les écharpes sont des triangles rectangles de tissus d'environ un mètre de côté. Elles peuvent se poser de trois manières :
- écharpe simple pour soutenir un traumatisme de l'avant-bras ou du poignet (immobilisation provisoire) ou pour soutenir une attelle de membre supérieur.
- écharpe simple et contre-écharpe, pour un traumatisme du bras.
- écharpe oblique pour un traumatisme à l'épaule.

### Attelles gonflables
Les attelles gonflables sont désormais déconseillées [Où ?] par le ministère de l'intérieur, direction de la sécurité civile. 
Il existe d'autres types d’attelles, dont l'utilisation n'est pas recommandée du fait de leur difficulté de mise en place et du fait des complications qu’elles peuvent engendrer (attelles gonflables).
Elles sont en matière plastique lavable. La rigidité est assurée par la pression de l'air. Elles sont maintenues autour du membre avec un système de boutonnière ou de fermeture à glissières. Elles peuvent être également utilisées en thérapie en cas de spasticité.
Leurs avantages sont :
- le faible coût ;
- la légèreté et la facilité de rangement (elles prennent peu de place) ;
- elles sont invisibles aux rayons X et peuvent donc être laissées en place pour les radiographies.

Leurs inconvénients sont :
- le gonflage se faisant à la bouche, l'hygiène est de ce fait un problème ;
- elles sont fragiles ;
- elles ne peuvent pas s'adapter à une déformation, et pour les membres inférieurs la jambe et la cuisse doivent être alignés, ce qui peut nécessiter une réduction de la fracture et un réalignement du membre, ce qui ne se fera que sous le contrôle d'un médecin et après sédation ou par une équipe secouriste formée et seulement après avis médical du SAMU (l'opération étant extrêmement douloureuse), avant la pose de l'attelle.

### Attelles préformées modelables
Les attelles préformées modelables, dites parfois « Aluform » (marque commerciale, il existe aussi les Aluderm, Blue Splint…), sont constituées de lames d'aluminium déformables entourées de capitonnage. L'attelle prend la forme d'une gouttière, éventuellement coudée, que l'on place autour du membre. La face au contact avec le membre est plastifiée (lavable et désinfectable), l'autre est en velours pour permettre de fixer des sangles Velcro (scratch).
Les premiers modèles (attelle de Kramer, attelle de Zimmer) consistaient en une gouttière en grillage d'aluminium ; après avoir déformé l'attelle, il fallait la garnir, la rembourrer, puis l'attacher au membre avec des liens.
L'attelle est déformée afin de respecter la position du membre et ses éventuelles déformations. Si cela ne suffit pas, le membre devra être réaligné ou la fracture réduite, ce qui ne se fera que sous le contrôle d'un médecin et après sédation (l'opération étant extrêmement douloureuse).
Une fois l'attelle mise en place, on positionne les sangles. Celles-ci ne doivent pas être passées là où la personne ressent une douleur (siège supposé du traumatisme).
Sur les parties qui risquent de fléchir, on pose les sangles en croix (croisement dans le creux du coude pour le membre supérieur, sur le genou et dans le cou-de-pied pour le membre inférieur). Puis on termine pour que les extrémités soient tenues. Soit :
- membre inférieur :
  - 2 sangles en croix dans le cou-de-pied,
  - 2 sangles en croix sur le genou,
  - une sangle transversale en haut de la cuisse.
- membre supérieur :
  - 1 sangle transversale au poignet, éventuellement qui fait le tour du pouce pour éviter une rotation (pronation/supination),c'est la sangle la plus étroite
  - 2 sangles croisées dans le creux du coude
  - une sangle transversale en haut du bras.

Bien sûr, il faut savoir s'adapter au traumatisme et au matériel.
Une fois toutes les sangles posées, on recontrôle leur serrage (plus on pose de sangles, plus les premières se relâchent). Le serrage devra être suffisant pour assurer une bonne immobilisation, mais pas excessif afin de ne pas comprimer le membre.
Les attelles préformées représentent sans doute le meilleur rapport fonctionnalité/prix et sont robustes. Par contre, elles ne sont pas invisibles aux rayons X, et ne peuvent pas s'adapter aux grandes déformations.

### Attelles de traction
La fracture du fémur (os de la cuisse) est un traumatisme délicat à prendre en charge, notamment en raison du risque d'hémorragie, l'artère fémorale passant le long de cet os. La prise en charge est normalement médicale : le réalignement du membre est délicat et nécessite une sédation.
Le transport nécessite habituellement la pose d'une attelle de traction : cette attelle prend appui sur la hanche ou le haut de la cuisse, et sur le pied ou la cheville, et exerce une force maintenant la rectitude du membre inférieur.
Il existe plusieurs dispositifs pour exercer cette force. Les systèmes les plus modernes sont des systèmes à piston, la force étant réglable par la pression exercée.
Il existe plusieurs modèles : attelle de Thomas-Lardennois, attelle de Donway, attelle de Davis , Kendrick traction device (KTD).
Les principaux inconvénients sont :
- la nécessité de sédater, la mise en traction pouvant être extrêmement douloureuse (mais cela concerne toutes les réductions de fracture) ;
- en raison de la force exercée, le risque de nécrose des parties où s'appuie l'attelle ;
- elle ne doit pas être gardée plus de 6 h.

### Collier cervical
Le collier cervical sert à immobiliser les vertèbres cervicales, c'est-à-dire le cou : il restreint les mouvements de la tête par rapport aux épaules. Il est complémentaire d'un dispositif d'immobilisation de la colonne vertébrale. 

### Attelles à dépression
L'attelle à dépression la plus communément utilisée est le matelas immobilisateur à dépression (MID, ou matelas « coquille(R) » inventé par Jean LOEB), pour l'immobilisation du dos et du bassin. Il existe aussi des attelles de membre.
C'est une enveloppe étanche en toile plastifiée (lavable) contenant des billes de polystyrène et fermée par une valve à robinet. Lorsqu'elle contient de l'air, les billes bougent librement et on peut mouler l'attelle autour du membre. Lorsque l'on aspire l'air avec une pompe (on « fait le vide » dans l'attelle), la dépression plaque les billes les unes contre les autres (avec une force d'une tonne par mètre carré) ce qui rigidifie l'attelle.
Ces attelles permettent de s'adapter aux grandes déformations, ce qui est la principale limitation des autres attelles. Par contre, elles sont chères et fragiles, et leur temps de mise en œuvre est plus important. Elles sont très efficace pour les membres inférieurs, moins pour les membres supérieurs, notamment en raison de difficultés pour bloquer le coude.

### Plan dur
Le plan dur est une planche rigide (en bois, aluminium ou plastique) que l'on glisse sous le dos d'une victime afin d'immobiliser la colonne vertébrale. L'immobilisation n'est complète qu'avec un collier cervical, un calage latéral et des sangles pour plaquer la victime. C'est une alternative au matelas immobilisateur à dépression.

### Attelle d'extraction
Cette attelle est un corset qui permet l'immobilisation de la colonne vertébrale et facilité les manœuvres de désincarcération.

### Attelles improvisées
- revue pour former une gouttière
- immobilisation d'un doigt par un autre
- utilisation de bouts de bois et de liens

### Attelles moulées sur mesure
La demande est souvent réalisée par un médecin à la suite d'un diagnostic soit traumatique soit en lien avec une maladie.
Le plus souvent ces attelles sont demandées par des chirurgiens orthopédiques, des rhumatologues ou des neurologues. L'attelle a alors pour but de permettre une fonction (que le corps ne peut plus faire : lésion du nerf radial par ex), d'immobiliser une articulation ou de mettre au repos un tendon.
Le moulage de l'attelle doit alors respecter les principes bio-mécaniques du corps humain et les précautions en lien avec le diagnostic.

### Les précautions d'emploi
(2 octobre 2024).
Noter le groupe sanguin du blessé, l'heure de l'accident, les énergies développées (vitesse, hauteur).
Contenir le membre aligné à plusieurs mains lors de la pose d'attelle. 
En cas de suspicion de fracture d'un membre, contenir largement les articulations sus et sous-jacentes.
- Les attelles gonflables ne doivent être mises en place sur une fracture ouverte, qu'une fois cette dernière bien emballée sans trop serrer dans un pansement occlusif. Avant pansement à compresses ou tissu propre et mise en attelle, mesurer le plus objectivement possible ou photographier l'étendue de la perte de sang autour du foyer de fracture ouverte.
- Ne pas trop serrer l'attelle : elle doit contenir mais ne pas stopper la circulation sanguine.

Réaxer grossièrement le membre soulage et libère les axes veino-artériels et nerveux, mais la réduction anatomique des fractures n'est jamais une urgence.[réf. souhaitée]
Les attelles réalisées sur mesure ne doivent pas être près d'une source chaude.[réf. souhaitée]

## Avantages et inconvénients
Des attelles de plâtre, en thermoplastique ou de résine peuvent être proposées dans presque toutes les indications de plâtre chirurgical, sauf peut être en cas de grand plâtre nécessairement circulaire (pelvipédieux par ex.). 
L'avantage principal de l'attelle ne serait pas sa plus grande légèreté par rapport au plâtre chirurgical mais surtout la possibilité de suivre de près l'évolution du gonflement et d'en permettre l' élégante ablation sans scie à plâtre. Cette dernière est un outil bruyant la nuit comme le jour et une denrée rare dans nos cliniques et hôpitaux en 2008. Très peu d'IDE enfin acceptent de le manier. Les ergothérapeutes qui réalisent les attelles sur mesure, principalement du membre supérieur, peuvent y ajouter des systèmes dynamiques qui permettent la fonction musculaire sans activer le système musculaire concerné par cette fonction (ex : attelle Kleinert après suture des tendons fléchisseurs des doigts).
En théorie, l'attelle serait plus fragile que le plâtre chirurgical classique et surtout, un sujet peu coopérant pourrait l'ôter lui-même et mal la remettre. La limite de ce type de contention est donc la compréhension de l'usager. Est-ce là dans tous les cas aussi, un inconvénient vrai ?
Ce n'est pas contrairement aux affirmations de certaines autorités (Chapman MW, 2001) en partant d'un plâtre classique premier que l'on obtient après séchage, bivalvage et émondage, l'attelle la plus solide et la mieux moulée.